# 筑後國
筑後國（日语：〔〕／ Chikugonokuni */?），日本古代的令制國之一，屬西海道，又與筑前國合稱筑州。筑後國的領域大約為現在福岡縣的南部。

## 郡
- 御原郡
- 生葉郡
- 竹野郡
- 山本郡
- 御井郡
- 三瀦郡
- 上妻郡
- 下妻郡
- 山門郡
- 三毛郡（三池郡）

## 相關項目
- 日本令制國列表